# Amoeba (album)
Amoeba is het tweede album van de Franse metalband Hacride. Het werd op 19 februari 2007 uitgebracht door Listenable Records.

## Tracklist
| 1.                 | Perturbed                                          | 5:02 |
| 2.                 | Fate                                               | 4:56 |
| 3.                 | Vision of Hate                                     | 5:37 |
| 4.                 | Zambra (vertolking van een lied van Ojos de Brujo) | 6:48 |
| 5.                 | Liquid                                             | 2:21 |
| 6.                 | Cycle                                              | 7:16 |
| 7.                 | Deprived of Soul                                   | 6:40 |
| 8.                 | Strength                                           | 4:42 |
| 9.                 | Ultima Necat                                       | 3:23 |
| 10.                | On the Threshold of Death                          | 7:33 |
| Totale duur: 54:10 |                                                    |      |

## Musici
- Samuel Bourreau - zanger
- Adrien Grousset - gitarist
- Benoist Danneville - bassist
- Olivier Laffond - drummer